# Ахмад I (бей Тунісу)
Ахмад I (араб. أبو العباس أحمد باشا باي; нар. 2 грудня 1805 — 30 травня 1855) — 10-й бей Тунісу з династії Хусейнидів у 1837—1855 роках. Намагався провести політичні та економічні реформи в європейському дусі.

## Життєпис

### Молоді роки
Син Мустафи ібн Махмуда. Народився 1805 року в Тунісі. 1814 року дід Махмуд захопив владу в державі.
Згодом Ахмад виховувався при дворі діда та стрийка Аль Хусейна II. 1835 року після смерті останнього батько Ахмада успадкував трон, а самого Ахмада призначили спадкоємцем трону (бей аль-махалла). 1837 року після смерті бейя Мустафи I успадкував владу.

### Панування
З самого початку Ахмад I оголосив про плани розширити армію, створити сучасний флот, побудувати нову резиденцію, монетний двір і сучасні навчальні заклади. 1838 року отримав офіційний фірман від дивану Османської імперії про визнання його титулу, потім призначається дивізійним генералом османського війська.
Значний вплив на нього мало видання османського фірмана «Гюльхансіят хаті-шеріф» про запровадження реформ. Ахмад I запровадив європейську структуру уряду і надав своїм високопосадовцям звання «міністра». Його міністрами були його великий візир Мустафа Сахіб ат-Таба, міністр фінансів і внутрішніх справ Мустафа Хазнадар (зять бея), військовий міністр Мустафа Ага, міністр військово-морського флоту Махмуд Ходжа і — міністр закордонних справ Джузеппе Раффі (його сестра була одружена зі стрийком Ахмада I).
Водночас реформував релігійну освіту в мечеті Аль Зайтуна, залучаючи 30 факігів, з яких 15 представляли малікізм, а 15 інших — ханафіти, що опинилися під контролем шаріатського ради, на чолі якого стояли два провідних правники великий муфтій малікітів Сіді-Ібрагім Ріахі і великий муфтій ханафітів Мухаммад Байрам IV. Бей призначив останнього шейх аль-ісламом. також взяв на власний кошт утримання школи Зайтуна, пожертвувавши їй велику кількість арабських рукописів.
1840 року стає маршалом османської армії. Того ж року дозволив спорудження католицького Карфагенського собору. Бей також дозволив християнській громаді Тунісу, що складалася переважно з європейських купців, розширити свою невеличку церкву біля Баб-ель-Бхар. Водночас заснував військову академію в Бардо, що сприяло розвитку війська, у Тебурбі — текстильний завод, який працював спочатку на водяному колесі, а потім на парових машинах, імпортованих з Великої Британії. Були також побудовані шкіряні заводи, гарматний завод в Бардо, пороховий завод і млин в Джедейді.

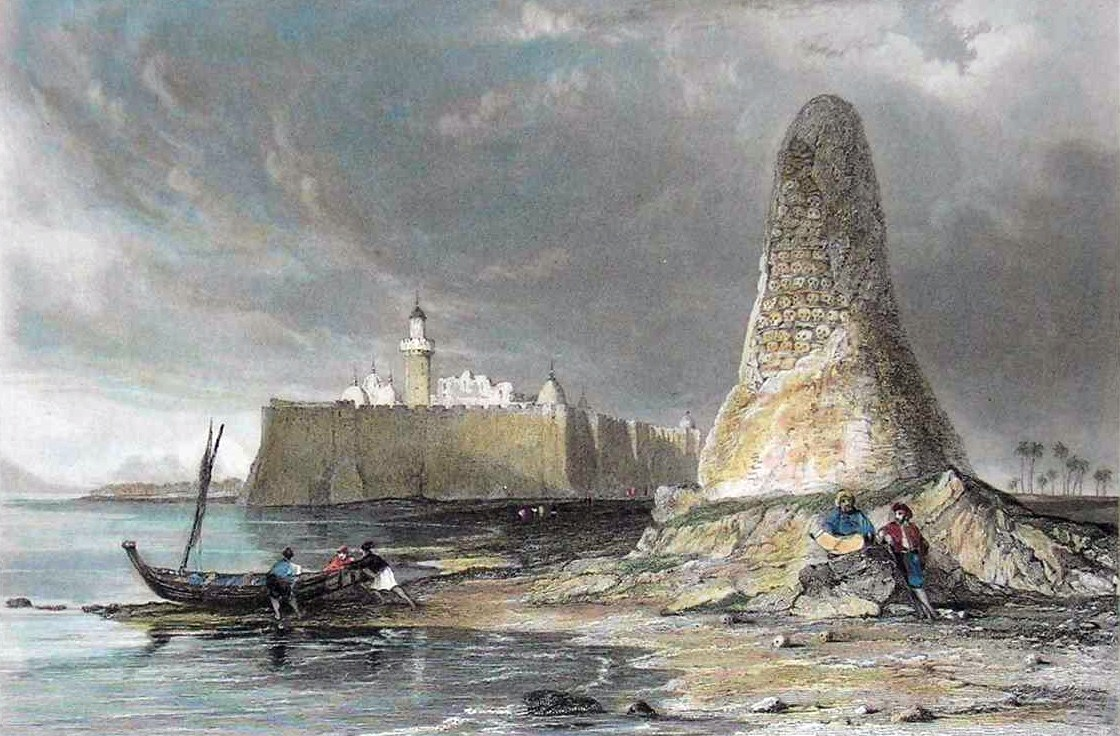
Башта з черепів на о.Джерба. Гравюра 1841 р.

У січні 1846 року видав наказав про скасування рабства. Влітку того ж року урочисто прийняв у себе герцога Антуана де Монпансьє, молодшого сина французького короля Луї-Філіппа I. Під час зустрічі було домовлено про візит Ахмада I до Франції. він відбувся у листопаді того ж року. Його надали шану як незалежному правителю, що викликало невдоволення Османської імперії. В рамках врегулювання відносин з європейськими країнами, в 1848 році Ахмад доручив зруйнувати «Башту з черепів» на острові Джерба, що була зведена за наказом османського адмірала Тургут-реїса, згідно з переказами, із шести тисяч черепів і кістяків європейців, які загинули в Битві при Джербі в 1560 році, а людські рештки були перепоховані на католицькому кладовищі в місті Гумт-Сук.
Повернувшись, продовжив розпочаті реформи, заснував нові урядові установи — «горфа» — центральне управління державних закупівель, «рабти» — управління державними зерносховищами; «габа» — відповідальні за оливкові гаї. Заклав також монетний двір у Бардо. Крім того, у 1847—1848 роках сприяв відновленню мечеті в Баб-ель-Джазіра і Баб-ель-Бхара в столиці. Розпочав будівництво великого палацу Мухаммадійя, який не зміг завершити через брак коштів. Значні ресурси були витрачені на спорудження величезного фрегату, який втім не зміг пройти каналом біля Ла-Гулєти для виходу до моря.
1853 року відправив свої війська та флот на допомогу османській армії під час Кримської війни. Помер 1855 року в палаці в Ла-Гулєті. Оскільки його 2 синів померли до того, трон посів його стриєчний брат Мухаммад II.